# Orussus taorminensis
Orussus taorminensis is een vliesvleugelig insect uit de familie van de Orussidae. De wetenschappelijke naam van de soort is voor het eerst geldig gepubliceerd in 1922 door Trautmann.